# Vardar
Pour les articles homonymes, voir Axios.
Le Vardar (en macédonien : Вардар, nom slave) ou Axiós (nom antique et grec moderne : Αξιός) est le plus long fleuve de la Macédoine géographique. Avec ses 380 km, il traverse la Macédoine du Nord et le nord de la Grèce. La partie grecque du fleuve est longue de 76 km.

## Étymologie
Le nom grec du fleuve, Axiós, est probablement une adaptation thrace de la racine iranienne *a-xšei, qui veut dire « noir » ou « sombre ». Le nom slave, Vardar, est quant à lui attesté depuis le Xe siècle et viendrait de Bardários, de l'indo-européen *(s)wordo-wori « sombre ». Une légende rapportée par François Pouqueville fait remonter le nom Vardar à un peuple d'origine iranienne, les Bardariotes, qui aurait été établi sur ses rives au IXe siècle.

## Hydronymie

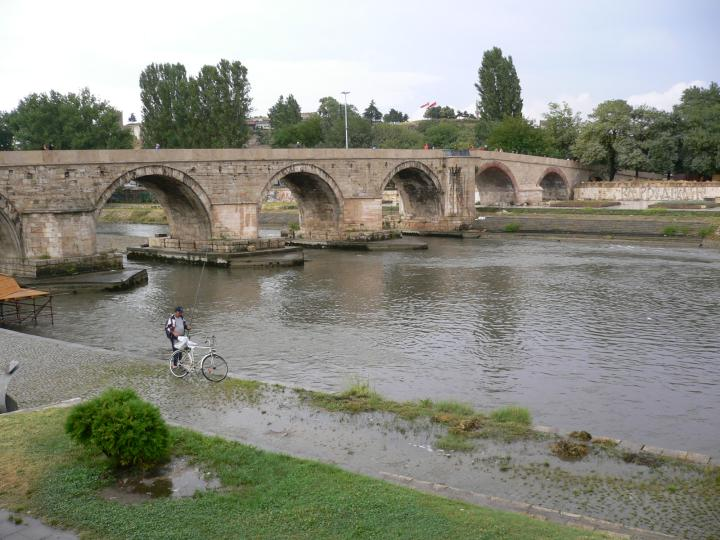
Le pont de pierre Skopje, sur le fleuve Vardar

Le Vardar prend sa source à Vroutok, à quelques kilomètres au sud de Gostivar, en Macédoine du Nord. Il traverse notamment les villes de Skopje et Vélès puis traverse la frontière grecque après Guevgueliya. Il se jette ensuite dans le golfe Thermaïque de la mer Égée, à l'ouest de Thessalonique, en Macédoine grecque. La partie grecque du fleuve est longue de 76 km.
Le Vardar sépare en deux la Macédoine du Nord et sa vallée est le principal axe de communication du pays, puisqu'elle permet de rejoindre la Serbie au nord et la Grèce au sud.
Le fleuve a donné son nom au vardháris ou vardarets, qui est un vent soufflant le long de la vallée du Vardar et qui apporte un air froid à la région de Thessalonique. Le Vardar a également donné son nom à plusieurs clubs de sports de la ville de Skopje. Son nom grec, Axiós, est à l'origine de celui de la ville grecque d'Axioúpoli. Par ailleurs, lors du partage de la Macédoine en 1912 entre la Serbie, la Grèce et la Bulgarie, le territoire de l'actuelle Macédoine du Nord, qui est alors annexé par la Serbie, était appelé Macédoine du Vardar, par opposition à la Macédoine de l'Égée (Grèce) et à la Macédoine du Pirin (Bulgarie).

## Géographie

### Bassin du Vardar
Le bassin du Vardar couvre plus de 27 000 km2[réf. nécessaire], dont 3 212 km2 en Grèce (11 % du bassin) et 23 747 km2 en Macédoine du Nord (87 % du bassin, qui s'étend aussi sur de petites zones frontalières en Serbie et au Kosovo, où certains de ses affluents ont leur source).
Avec entre 400 et 450 millimètres de précipitations par an, le climat du bassin est typiquement méditerranéen en zone de basse altitude, en Grèce et dans le sud de la Macédoine du Nord. Plus au nord et en altitude, le climat devient continental, avec des précipitations plutôt hivernales. L'importance de l'évaporation et la présence de massifs karstiques font qu'une partie seulement des précipitations rejoignent le fleuve. Les massifs montagneux dans lesquels naissent les affluents du Vardar connaissent un climat montagnard, avec parfois plus de 1 500 millimètres d'eau par an et d'importantes fontes de neige au printemps.

### Parcours en Macédoine du Nord

carte des cours d'eau de la Macédoine du Nord.

Le Vardar naît à Vroutok, au pied des monts Šar qui matérialisent la frontière entre la Macédoine du Nord et le Kosovo et atteignent plus de 2 500 mètres d'altitude. Sa source n'est toutefois située qu'à 683 mètres d'altitude, tandis que son bassin macédonien s'élève en moyenne à 793 mètres.
Vroutok se situe sur la limite méridionale du Polog, vaste plaine du nord-ouest de la Macédoine. Le fleuve se dirige donc d'abord à travers cette plaine qui s'étend vers le nord. Il retrouve ensuite les monts Šar et se tourne vers l'est et la vallée de Skopje, ancien lac Tertiaire soulevé par l'activité tectonique de la fin du Pliocène au début du Pléistocène. Le cours du fleuve a grandement varié au cours des millénaires, apportant de grandes quantités d'alluvions dans cette vallée. À l'est de Skopje, le Vardar change encore de direction et prend définitivement son axe vers la mer Égée. Cet axe est composé de vallées entrecoupées de gorges, comme celles de Taor, Vélès puis Demir Kapiya, et de paysages de collines.
Le cours d'eau du Vardar, traverse quatre des huit régions de la Macédoine du Nord, de l'amont vers l'aval, de Polog, Skopje, Vardar, Sud-Est.

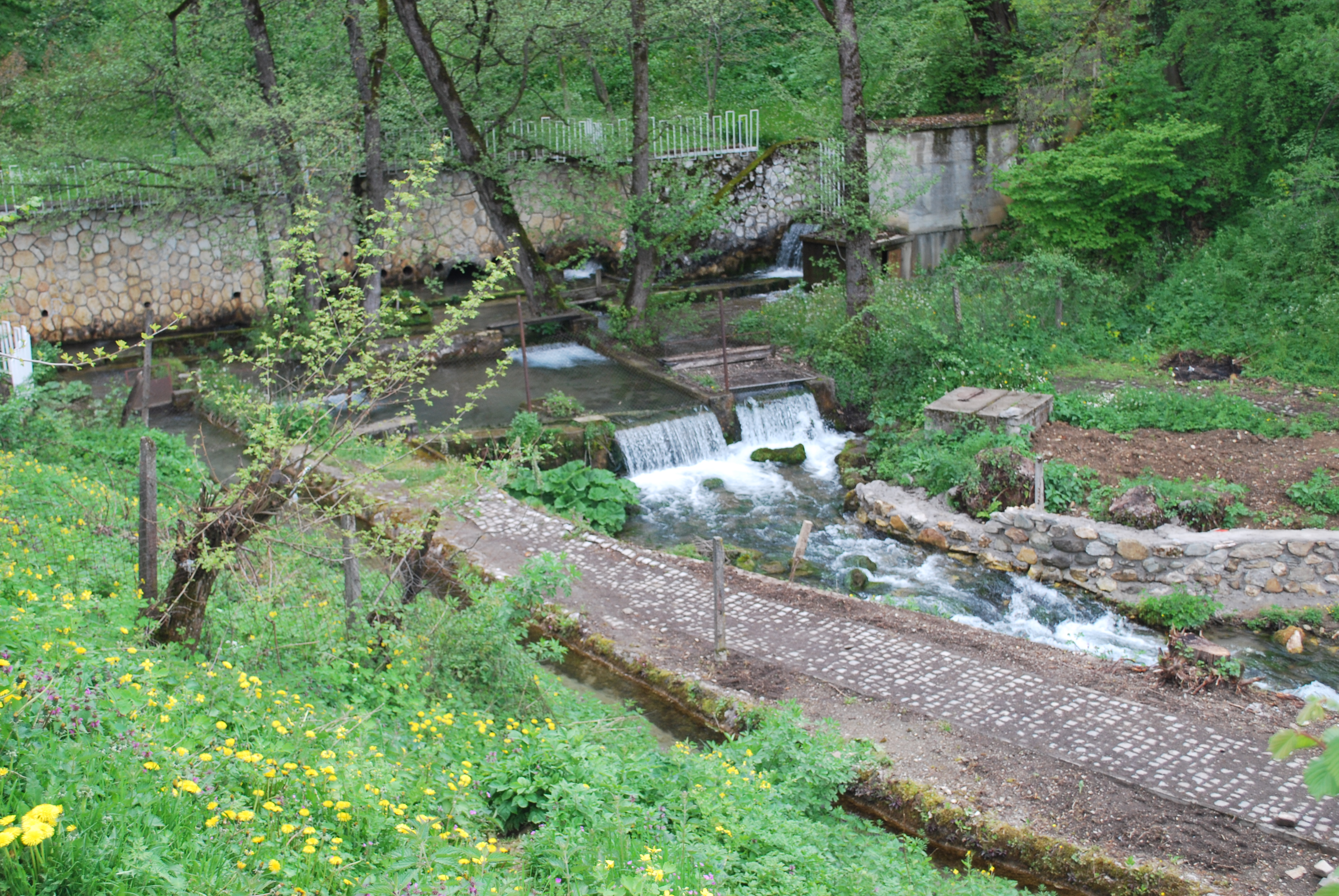
La source du Vardar à Vroutok
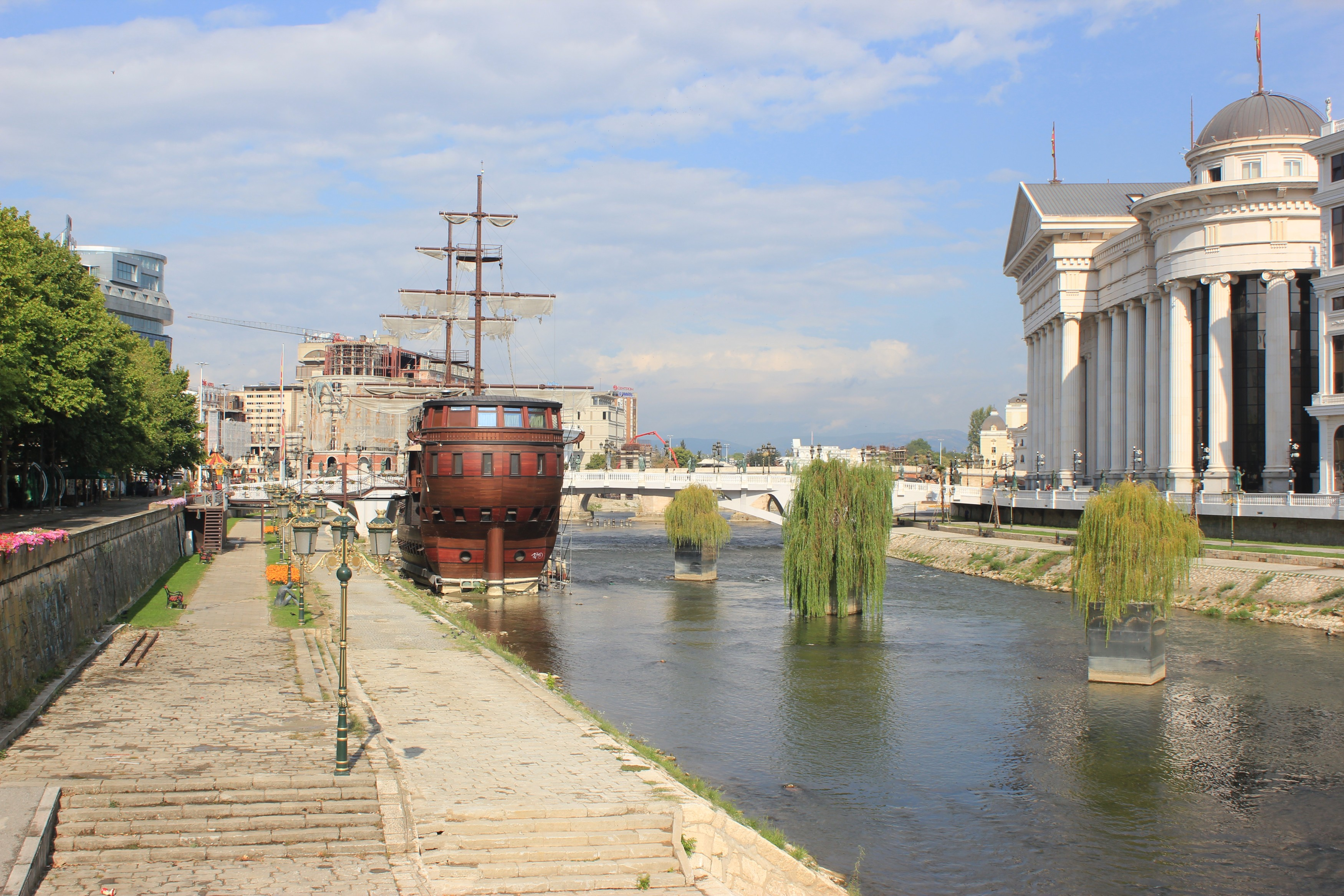
Le Vardar à Skopje
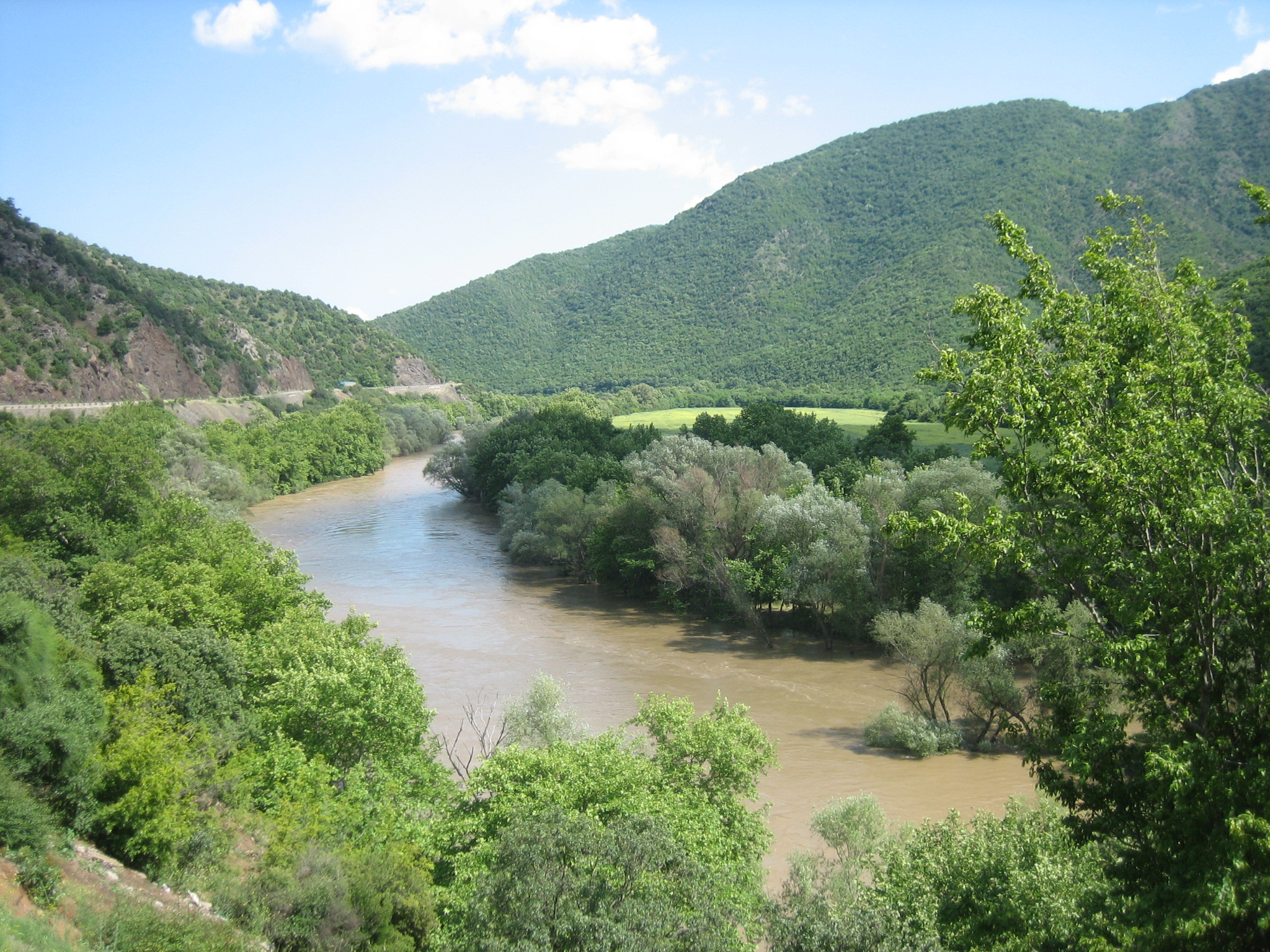
Le Vardar après Demir Kapiya
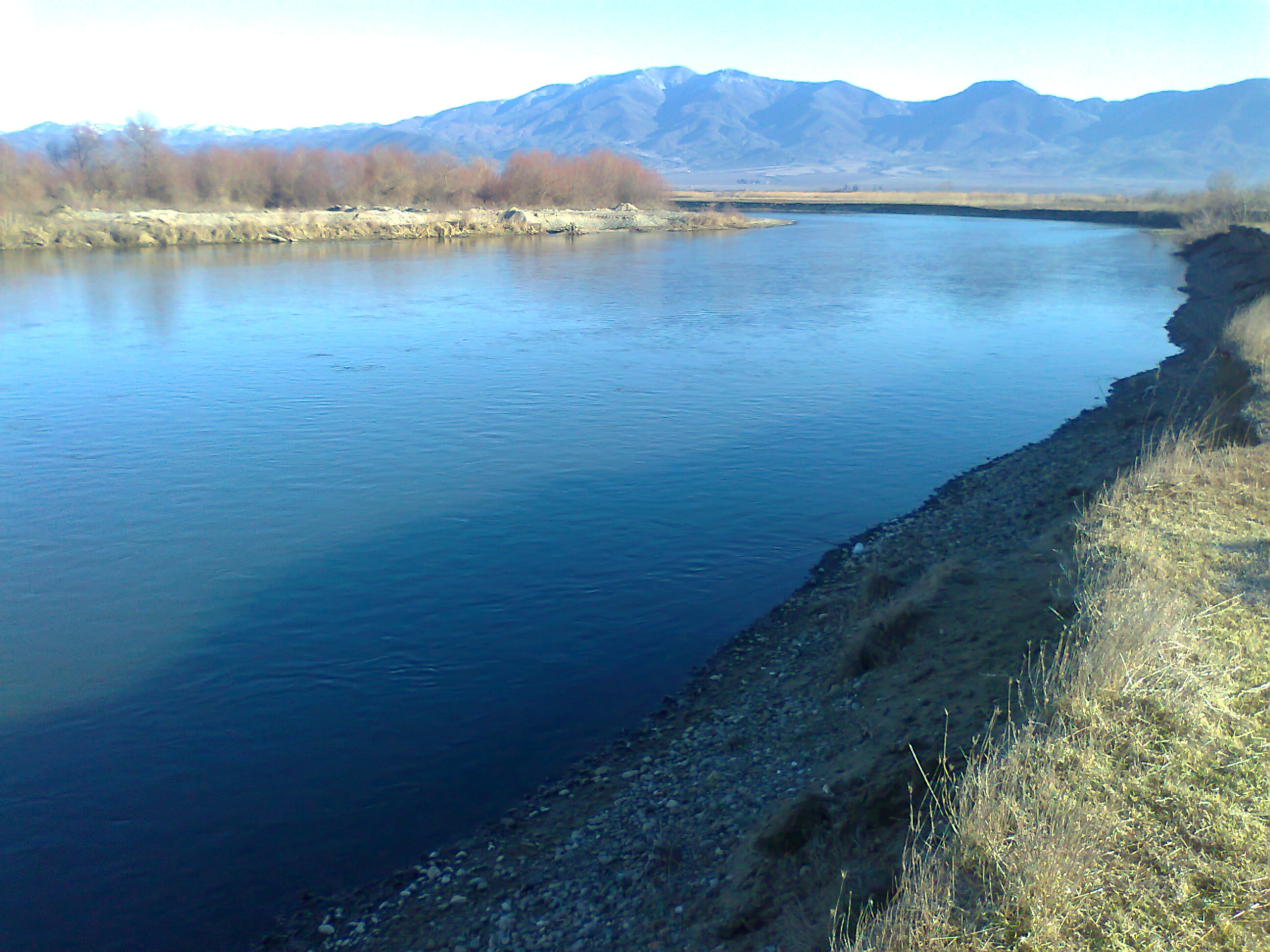
Le Vardar près de Yosifovo

### Parcours en Macédoine grecque
Le fleuve entre en Grèce, dans la Macédoine hellénique, après la ville frontalière de Guevgueliya/Georgéli. Le paysage reste d'abord similaire à celui de la Macédoine du Nord, avec une vallée environnée de grands massifs, puis il devient très plat. À l'approche de la mer, le fleuve se divise en bras, formant des îles et un petit delta au sein du parc national de l'Axiós-Loudías-Aliákmonas dans le Golfe Thermaïque.

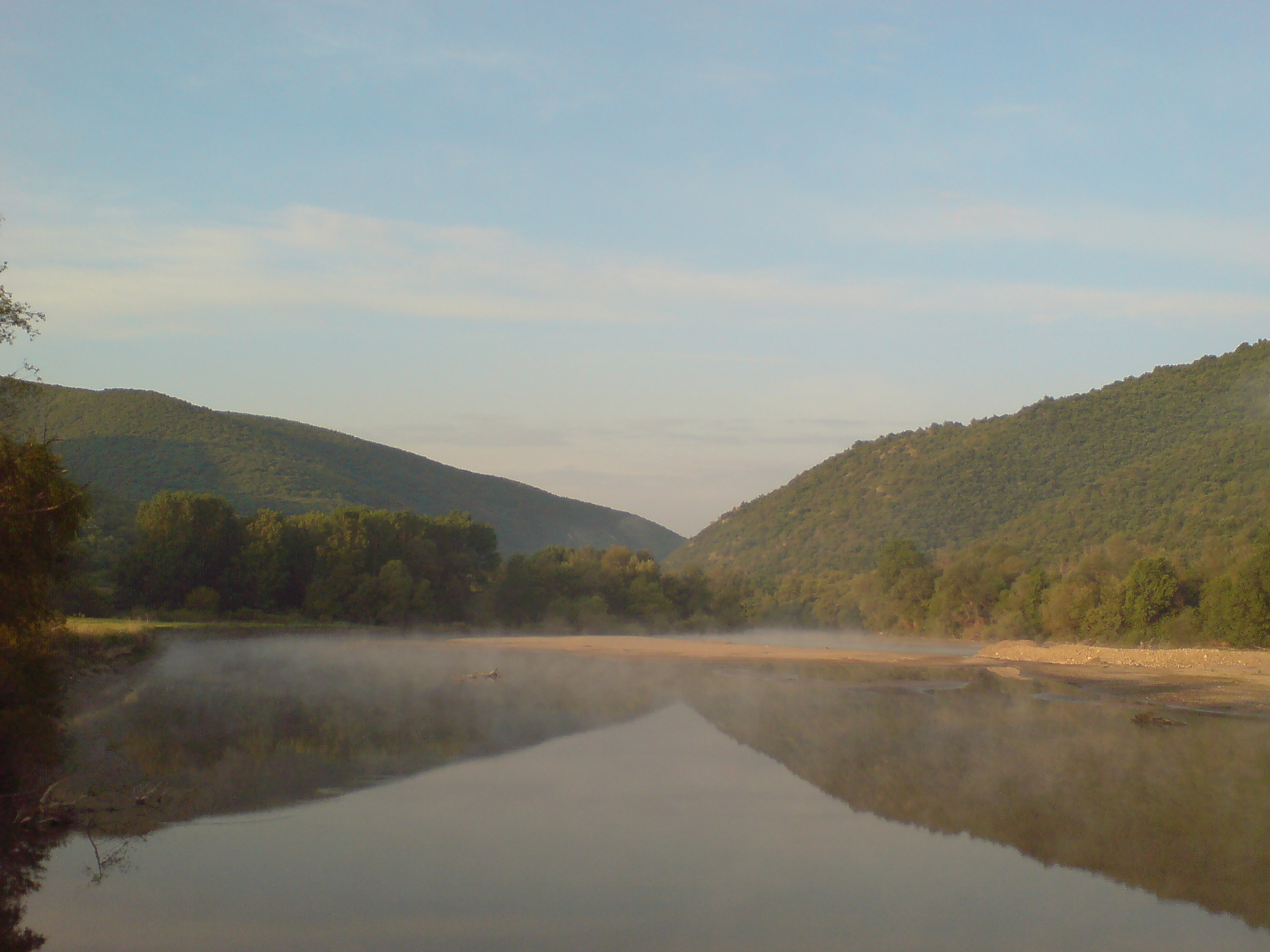
le Vardar devenu Axiós dans le dème de Péonie
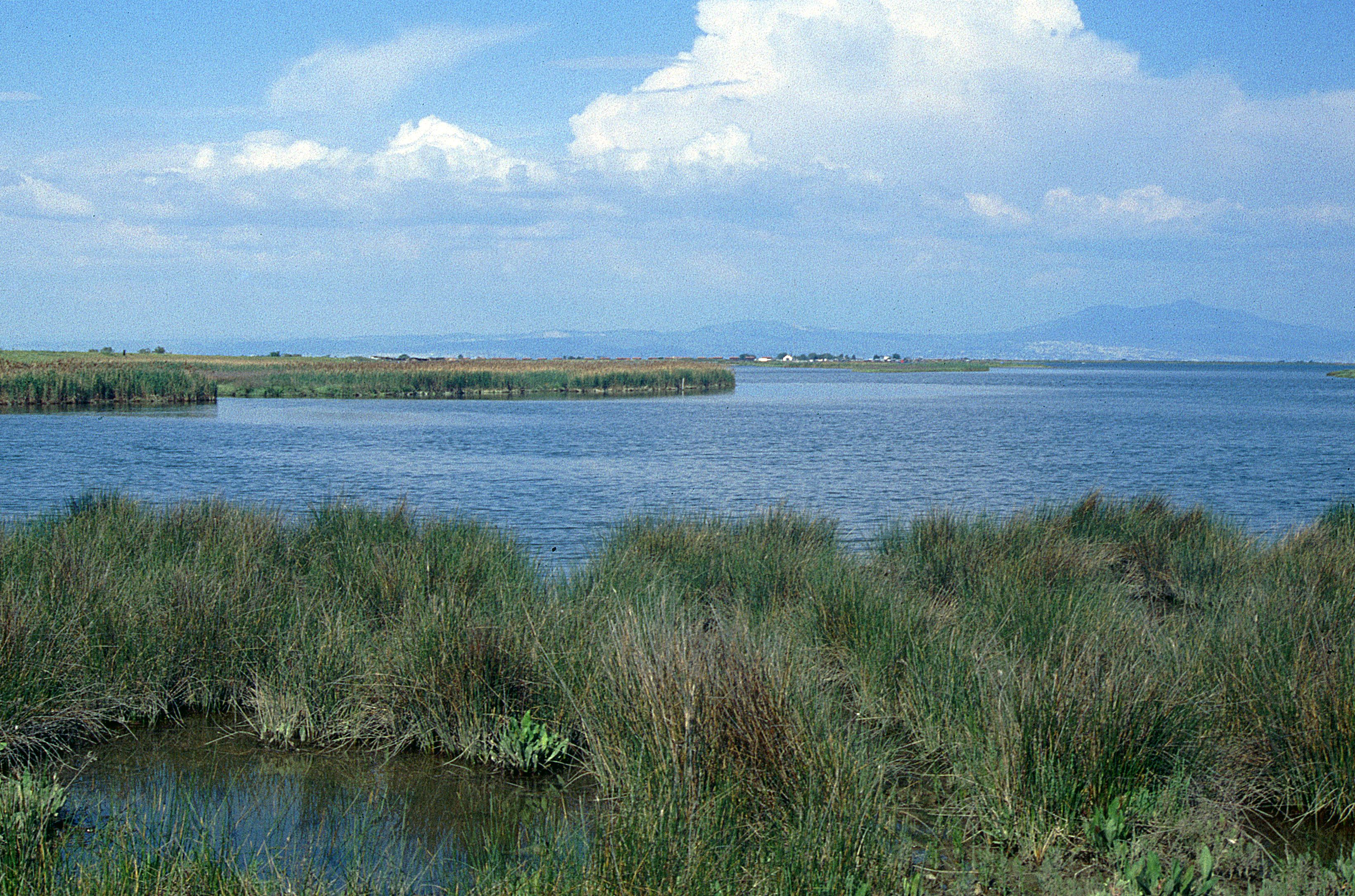
le delta de l'Axiós.
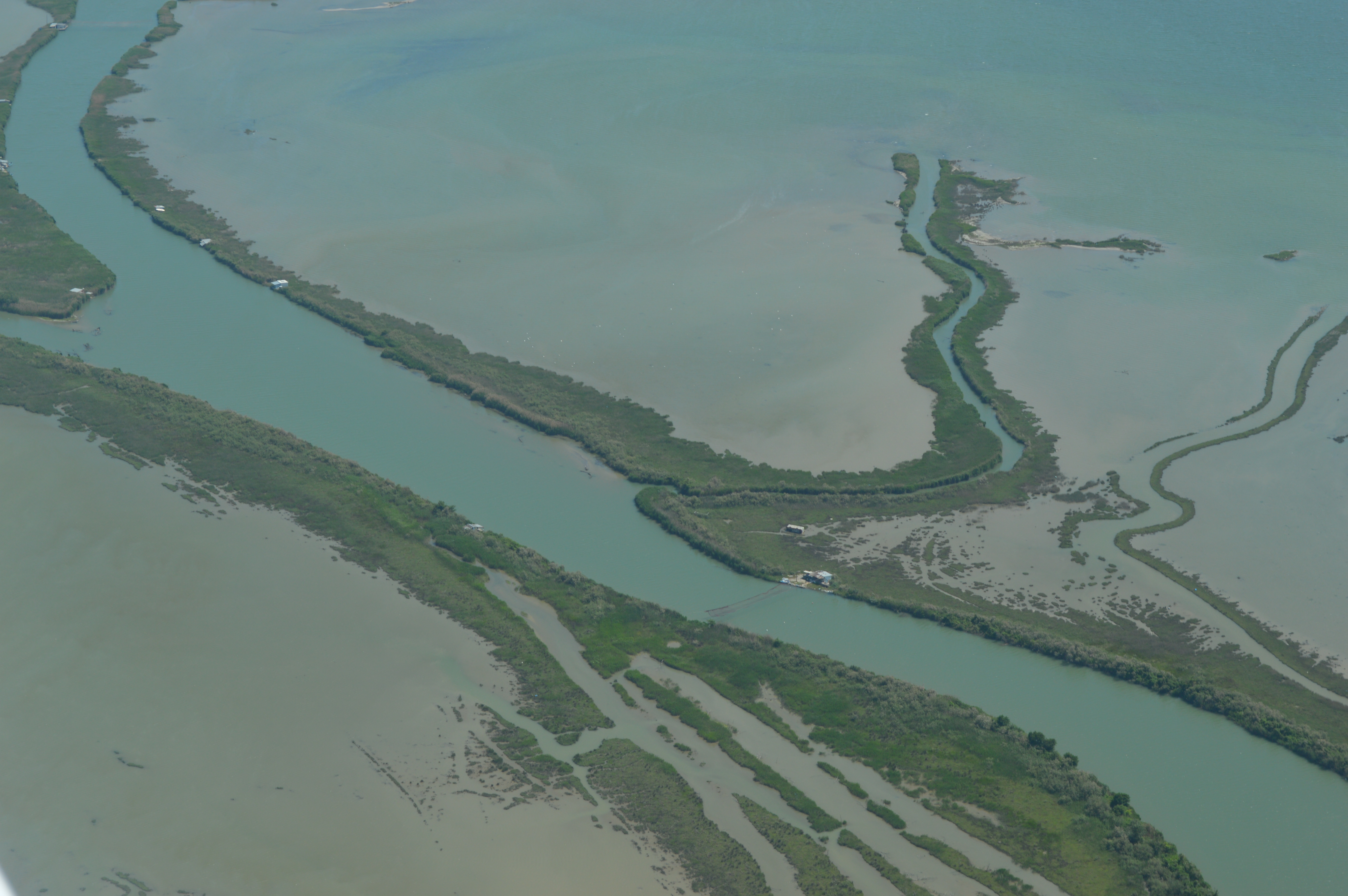

## Principaux affluents
Les principaux affluents du Vardar sont, à partir de sa source, avec leurs longueurs respectives :
- La Treska (rd[note 1]), 138,3 km
- Le Lepenac (rg), 75 km
- La Markova Reka (rd), 30 km
- La Kadina (rd), 34 km
- La Pčinja (rg), 136,4 km
- La Babouna (rd), 65 km
- La Topolka (rd), 38 km
- La Bregalnitsa (rg), 225 km
- La Tsrna (rd), 228 km
- La Bochava (rd), 51,5 km
- L'Anska (rg), 28,6 km
- Le Gorgopis (rg), 70 km
- Le Vardarovasi (rd), 102 km

## Hydrologie
Le débit moyen du Vardar est très irrégulier et soumis au régime de ses grands affluents comme la Treska.
La partie grecque du fleuve a quant à elle un débit oscillant entre 10 m3/s et 1 425 m3/s.
Le débit du fleuve a largement diminué après la construction de plusieurs barrages sur ses affluents situés en Macédoine du Nord. Dix-neuf de ces barrages sont de grande taille, comme celui du lac Kozyak, sur la Treska, et une centaine sont de petite taille, servant surtout à l'irrigation. Ces barrages permettent la réduction du risque de crues, autrefois très important, et désormais quasiment nul à Skopje.

### Le Vardar à Skopje
Le fleuve, à Skopje, soit à une soixantaine de kilomètres de sa source, a un débit moyen de 51 mètres cubes par seconde, mais ce chiffre varie grandement selon les saisons, entre 99,6 m3/s en mai et 18,7 m3/s en juillet.
À Skopje, le fleuve a une vitesse moyenne de 1,43 m/s et sa température oscille entre 4,6 °C en janvier et 18,1 °C en juillet.

### Crues
La dernière grande inondation du Vardar en Macédoine du Nord a eu lieu en 1979 ; le fleuve avait atteint un débit de 980 mètres cubes par seconde et les dégâts matériels occasionnés à travers la vallée avaient été estimés à 7,4 % du revenu national.

## Navigation
Le Vardar est difficilement navigable à cause de sa faible profondeur et de son caractère sauvage, avec des bancs de sable et des lits remplis de vase. Toutefois, l'aménagement du fleuve a été envisagé au XIXe siècle puis à plusieurs reprises au cours du XXe siècle. Les différents projets proposaient la construction de barrages et d'écluses le long du fleuve et son raccordement par canal à la Morava, une rivière qui traverse la Serbie du sud au nord et se jette dans le Danube. Ce dernier aurait donc été relié à la mer Égée, permettant un trafic fluvial potentiellement important. Le chantier serait toutefois colossal et n'était plus envisagé par les autorités depuis les années 1970. Une proposition gréco-serbe a toutefois été faite à Pékin en 2017 pour trajet de 650 km.

Néanmoins, la vallée du Vardar reste un axe de communication très important pour les Balkans, puisqu'il permet de relier Belgrade à Thessalonique en passant par Skopje. Elle est ainsi empruntée par une voie ferrée et par la Route européenne 75.

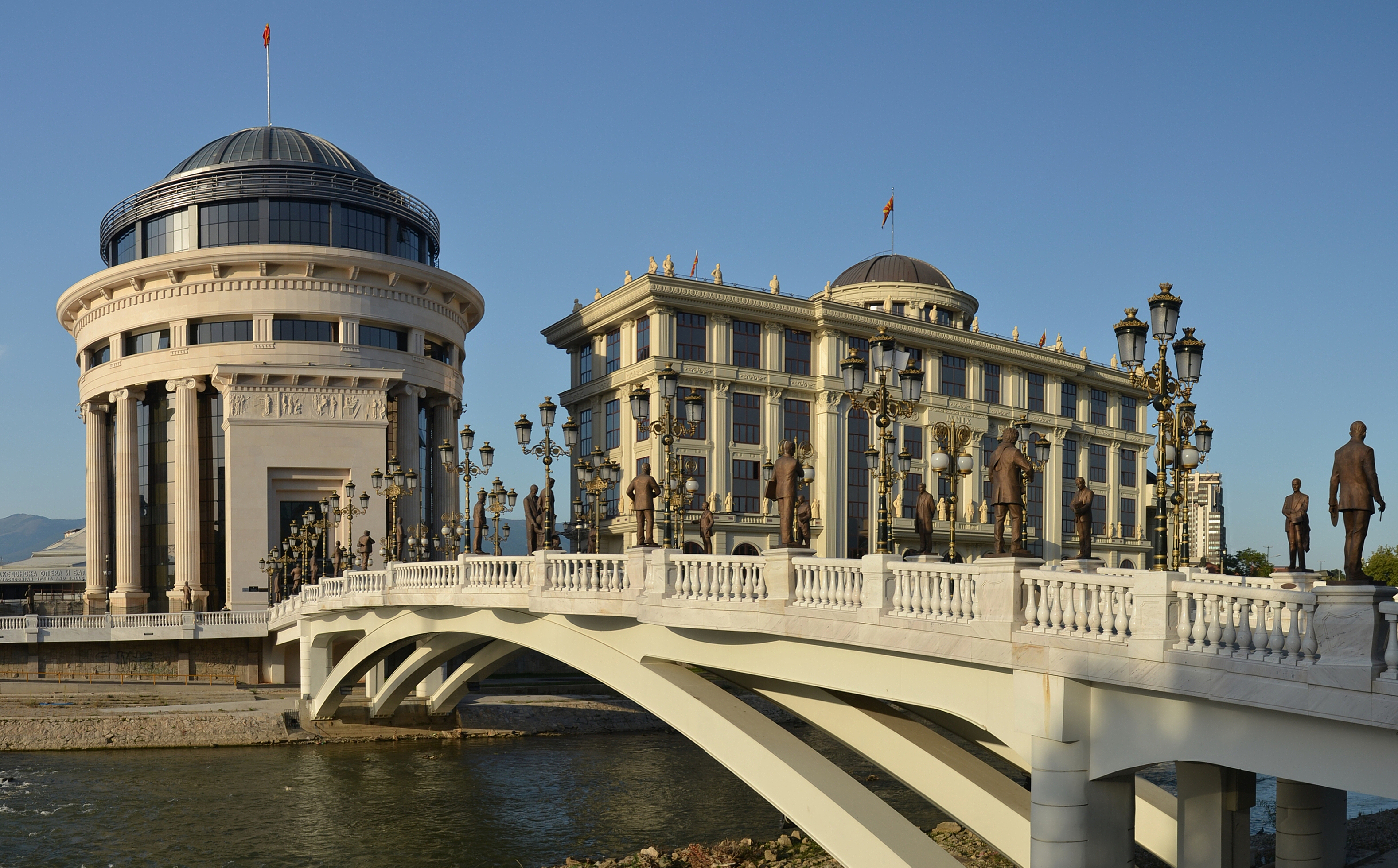
Pont de l'Art à Skopje : trente artistes y sont statufiés.
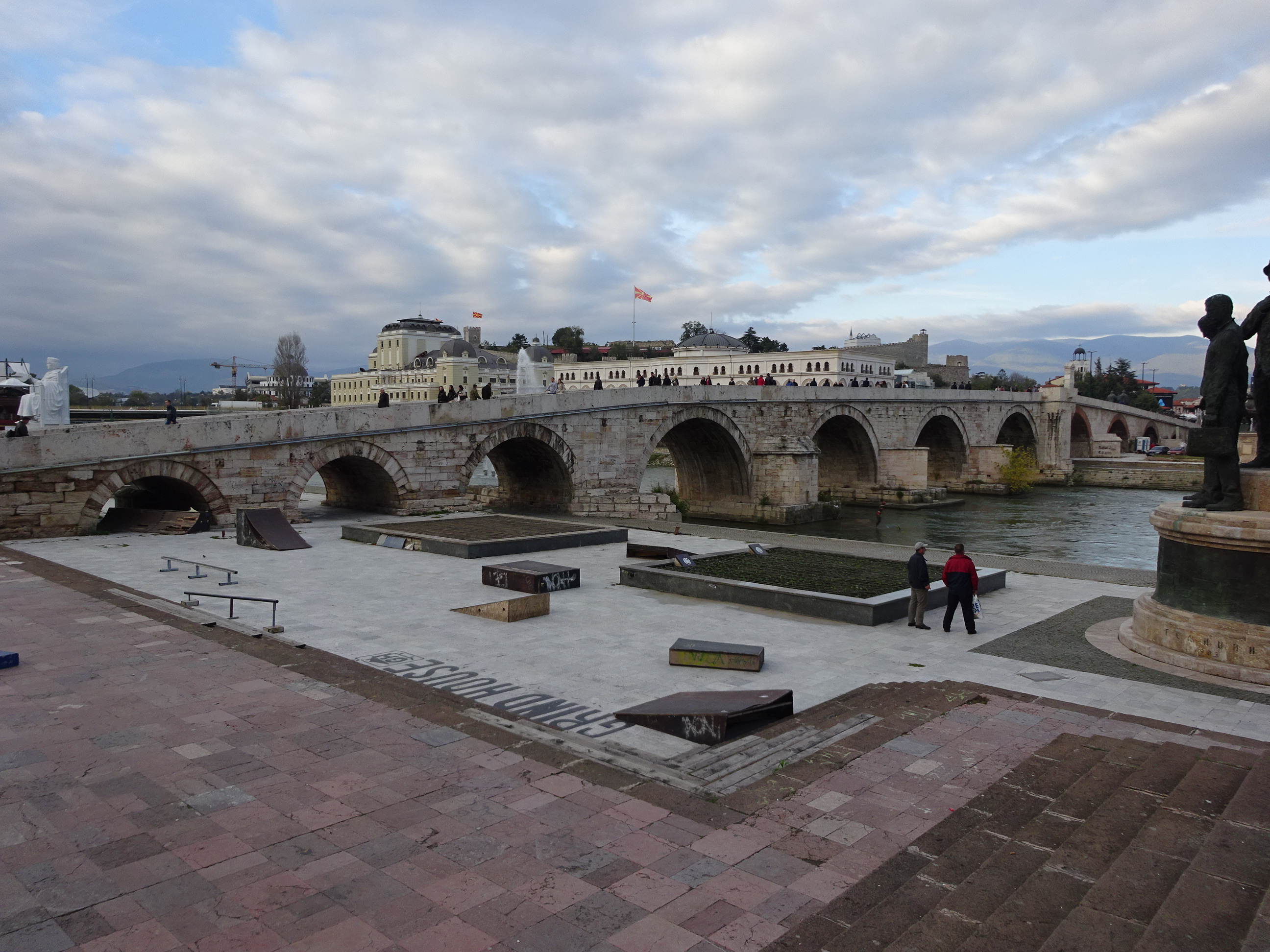
Ancien pont ottoman à Skopje.
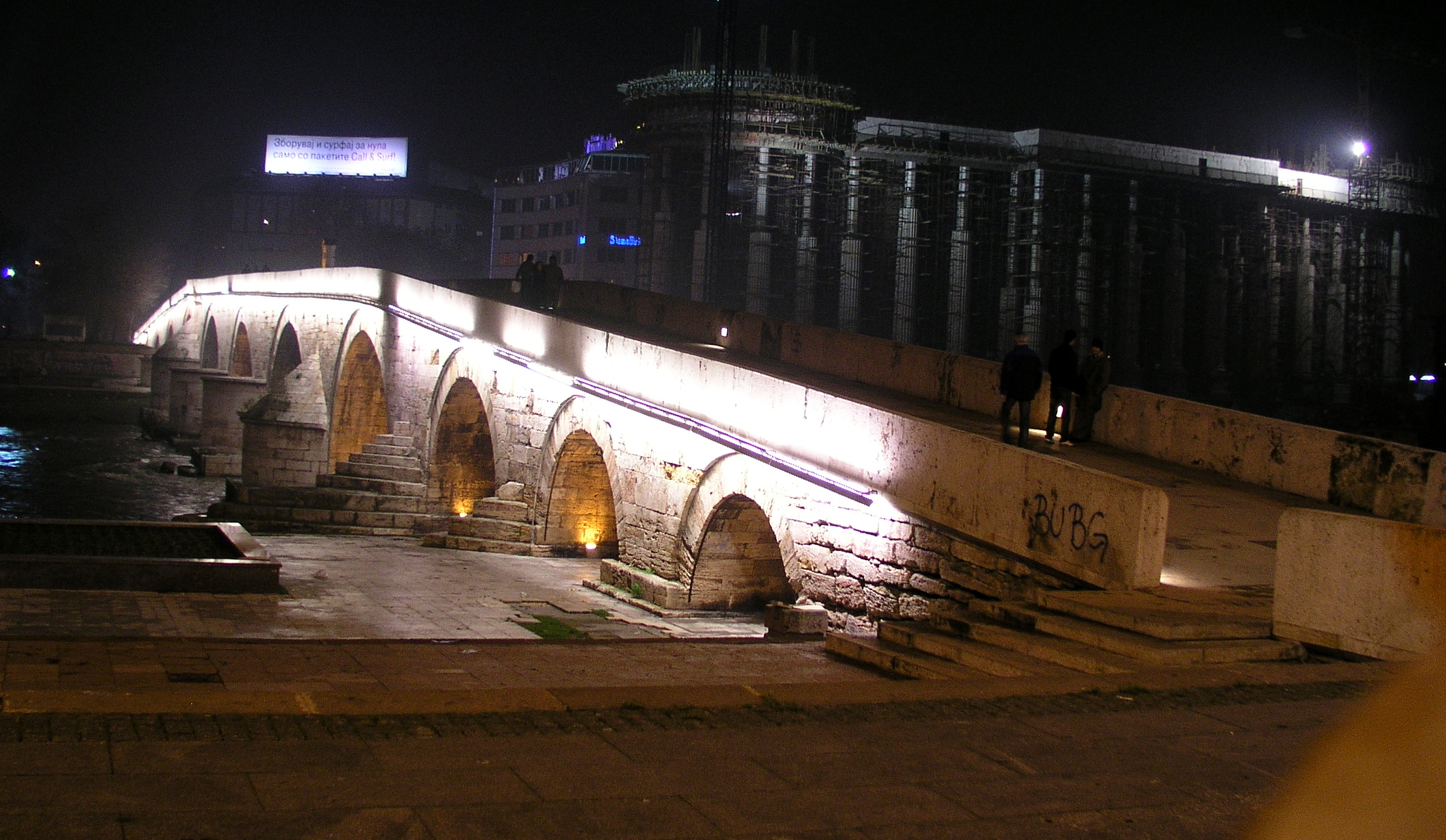
Pont sur le Vardar.
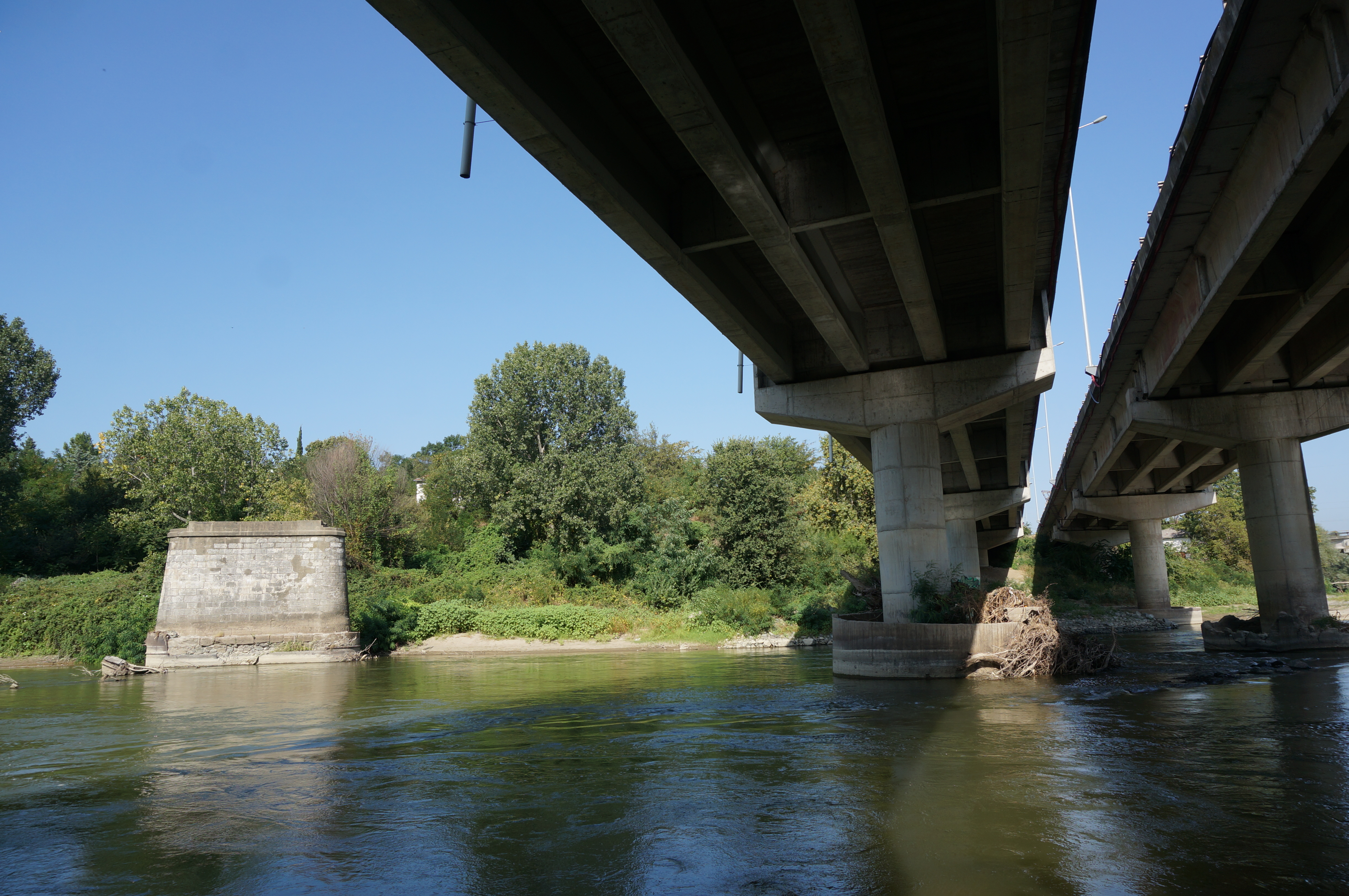
Pont autoroutier de Guevgueli.

## Protection du fleuve
La protection du Vardar est complexe car elle dépend de deux États, la Macédoine du Nord et la Grèce, qui n'ont pas encore signé d'accord bilatéral sur le sujet et sont soumis à des situations économiques sensibles, qui font reléguer les questions environnementales au second plan. La propreté du fleuve est toutefois cruciale pour l'agriculture qui utilise ses eaux pour l'irrigation ainsi que pour la santé de la mer Égée. Les eaux usées sont encore souvent rejetées sans traitement, et le Vardar n'est vraiment propre que dans son cours supérieur. Le fleuve est aussi pollué par les pesticides et les rejets industriels. Son delta, une zone naturelle importante, est menacé.